# Cyclo
Cyclo is een Vietnamese dramafilm uit 1995 onder regie van Trần Anh Hùng. Hij won met deze film de Gouden Leeuw op het filmfestival van Venetië.

## Verhaal
Een 18-jarige weesjongen vindt een baan als bestuurder van een fietstaxi. Wanneer zijn voertuig wordt gestolen door een dievenbende, dwingt zijn bazin hem criminele klussen voor haar op te knappen. Zo wordt hij opgenomen in de bende van de Dichter.

## Rolverdeling
| Acteur              | Personage |
| ------------------- | --------- |
| Lê Van L?c          | Cyclo     |
| Tony Leung Chiu-wai | Dichter   |
| Tr?n N? Yên Khê     | Zus       |